# Channel Lake, Illinois
Channel Lake là một nơi ấn định cho điều tra dân số thuộc quận Lake, tiểu bang Illinois, Hoa Kỳ. Năm 2010, dân số của nơi ấn định cho điều tra dân số này là 1664 người.

## Dân số
Dân số qua các năm:
- Năm 2000: 1785 người.
- Năm 2010: 1664 người.